# آگوستین کوشیا
آگوستین کوشیا (انگلیسی: Agustín Coscia؛ زادهٔ ۸ آوریل ۱۹۹۷) بازیکن فوتبال اهل آرژانتین است.
از باشگاه‌هایی که در آن بازی کرده‌است می‌توان به باشگاه فوتبال روساریو سنترال و باشگاه فوتبال زامورا اشاره کرد.